# Voetbalkampioenschap van Rijnhessen-Saar 1923/24
In 1923/24 werd het vijfde voetbalkampioenschap van Rijnhessen-Saar gespeeld, dat georganiseerd werd door de Zuid-Duitse voetbalbond. De twee reeksen van het vorige seizoen werden nu samen gevoegd. 
Borussia VfB Neunkirchen werd kampioen en plaatste zich voor de Zuid-Duitse eindronde. In een groepsfase met zes clubs werd Neunkirchen laatste. 

## Bezirksliga
| Plaats | Club                     | Wed. | W  | G | V  | Saldo | Ptn.  |
| ------ | ------------------------ | ---- | -- | - | -- | ----- | ----- |
| 1.     | Borussia VfB Neunkirchen | 14   | 13 | 1 | 0  | 58:6  | 27:1  |
| 2.     | SV Wiesbaden 1899        | 14   | 8  | 1 | 5  | 24:20 | 17:11 |
| 3.     | TSG 1847 Höchst          | 14   | 6  | 3 | 5  | 16:17 | 15:13 |
| 4.     | FV 03 Saarbrücken        | 14   | 5  | 4 | 5  | 26:22 | 14:14 |
| 5.     | 1. FC 1907 Idar          | 14   | 6  | 1 | 7  | 28:29 | 13:15 |
| 6.     | SV 1905 Trier            | 14   | 4  | 2 | 8  | 30:47 | 10:18 |
| 7.     | FV Biebrich 02           | 14   | 2  | 6 | 6  | 12:26 | 10:18 |
| 8.     | FC Alemannia 05 Worms    | 14   | 2  | 2 | 10 | 12:39 | 6:22  |

|  | Kampioen, geplaatst voor Zuid-Duitse eindronde |
|  | Degradatie                                     |

## Kreisliga

### Rhein-Main
| Plaats | Club                  | Wed. | W              | G              | V              | Saldo          | Ptn.           |                |
| ------ | --------------------- | ---- | -------------- | -------------- | -------------- | -------------- | -------------- | -------------- |
| 1.     | VfR Wormatia Worms    | 16   | 13             | 1              | 2              | 42:10          | 27:05          |                |
| 2.     | SpVgg Griesheim 02    | 13   | 9              | 1              | 3              | 32:17          | 19:07          |                |
| 3.     | Eintracht Wiesbaden   | 15   | 8              | 3              | 4              | 25:17          | 19:11          |                |
| 4.     | Borussia Rüsselsheim  | 16   | 7              | 2              | 7              | 23:16          | 16:16          |                |
| 5.     | Germania Schwanheim   | 15   | 7              | 2              | 6              | 17:21          | 16:14          |                |
| 6.     | FV Olympia 1915 Worms | 15   | 5              | 5              | 5              | 19:23          | 15:15          |                |
| 7.     | SpVgg Wiesbaden       | 14   | 5              | 1              | 8              | 14:20          | 11:17          |                |
| 8.     | FV 1908 Geisenheim    | 14   | 3              | 2              | 9              | 14:28          | 08:20          |                |
| 9.     | FC Unterliederbach    | 14   | 0              | 1              | 13             | 05:39          | 01:27          |                |
| 10.    | Eintracht Worms       |      | Teruggetrokken | Teruggetrokken | Teruggetrokken | Teruggetrokken | Teruggetrokken | Teruggetrokken |

|  | Geplaatst voor promotie-eindronde |
|  | Degradatie                        |

### Promotie-eindronde
De uitslagen van de andere Kreisliga's zijn niet meer bekend. 
| Plaats | Club                   | Wed. | W | G | V | Saldo | Ptn.  |
| ------ | ---------------------- | ---- | - | - | - | ----- | ----- |
| 1.     | VfR Wormatia Worms     | 6    | 5 | 1 | 0 | 21:04 | 11:01 |
| 2.     | SC Saar 05 Saarbrücken | 6    | 4 | 0 | 2 | 13:09 | 08:04 |
| 3.     | 1. FSV Mainz 05        | 6    | 1 | 1 | 4 | 13:14 | 03:09 |
| 4.     | SV Völklingen 06       | 6    | 1 | 0 | 5 | 03:23 | 02:10 |

|  | Promotie |